# Arnold Jonke
Arnold Jonke (født 25. december 1962 i Gmünd, Østrig) er en østrigsk tidligere roer.
Jonke vandt, sammen med Christoph Zerbst, sølv i dobbeltsculler ved OL 1992 i Barcelona. Østrigerne blev i finalen besejret af Peter Antonie og Stephen Hawkins fra Australien, mens hollænderne Nico Rienks og Henk-Jan Zwolle fik bronze. Han deltog også ved både OL 1988 i Seoul, OL 1996 i Atlanta og OL 2000 i Sydney.
Jonke og Zerbst vandt desuden VM-guld i dobbeltsculler i 1990.

## OL-medaljer
- 1992:  Sølv i dobbeltsculler